# 大圍歡樂城
歡樂城前身是青龍水上樂園（英語：HAPPY DRAGON RECREATION PARK），是香港已被拆卸主題樂園，曾經與荔園、海洋公園並列香港3大主題樂園。
香港眾多電視廣告、電視劇、電影、音樂歌曲影片在青龍水上樂園／歡樂城進行取景拍攝。

## 歷史
1986年9月17日，香港政府在沙田區大圍以租約形式，提供土地給予區域市政局主席張人龍，中華造船機器廠股份有限公司主席王華生，2人合共支付逾3000萬元，動工興建青龍水上樂園。

### 青龍水上樂園各主要股東，所擁有股權比例
- 中華造船機器廠股份有限公司（擁有33.3%股權）
- 張人龍（擁有30%股權）
- 永安集團有限公司（擁有15%股權）
- 加拿大資本（擁有15%股權）[2]

1987年1月青龍水上樂園開幕啟用，所在位置毗鄰九廣鐵路大圍車站和大圍火車站巴士總站，青龍水上樂園土地總面積1.928公頃。
青龍水上樂園著名地標「摩天巨輪」，高度350英呎，為香港80年代時期，全香港最大型摩天輪，遊客乘坐摩天巨輪，可居高臨下觀看沙田區大圍景像。
1991年改名為歡樂城。最終因為九廣鐵路（現港鐵）在大圍車站興建馬鞍山鐵路（現屯馬綫），歡樂城在2001年1月22日關閉結業。

### 青龍水上樂園營運時期（1987年−1991年）
青龍水上樂園在1987年1月開幕啟用，水上游泳玩樂設施：「迷你三級跳」，「巨人滑梯」，「花生型泳池」，「激流旅程」，「旋風捲筒」，水管式滑水梯。
機動遊戲設施：「摩天巨輪」，「愛情快車」，「超級碰碰車」，「星際機」，「沖天海盜船」，「方程式高卡車」，「穿梭龍（小型過山車）」，「歡樂馬（旋轉木馬）」，「兒童車」，「寶寶車」，「呼呼堡壘」，「太空戰士」，「超級碰碰船」，「古董小火車」。其他玩樂遊戲設施：無線電遙控船，「百步穿楊（射箭場）」，中國民間手工藝食品示範展銷，攤位遊戲設施，1元底價拍賣會，表演舞台，電腦寫真，跳彈床，公共露天停車場。
青龍水上樂園曾經舉辦超級大白鯊世界巡迴展，聖誕狂歡舞會和奇珍怪獸展銷表演，曾經邀請中國瀋陽雜技團「走壁飛車」表演。
星期六，星期日，公眾假期，遊客可免費乘坐穿梭小巴，前往青龍水上樂園。
曾經推出售賣青龍水上樂園開心棋和青龍水上樂園紀念版鑰匙圈。

### 歡樂城營運時期（1991年−2001年）
1991年，青龍水上樂園出現嚴重虧蝕，財政入不敷支，被前啟德警察會賓廊集團收購管理經營，並改名為歡樂城。
歡樂城經營模式以飲食業為主，機動遊戲玩樂為副，設置中式酒樓。把水管式滑水梯拆卸，將游泳池設施用作露天燒烤場地。並保留青龍水上樂園時期機動遊戲設施：「歡樂快車」，「歡樂馬（旋轉木馬）」，「小火車」，「星際機」，「海盜船」，「歡樂巨輪（摩天輪）」，「碰碰車」。1元底價拍賣會，攤位遊戲設施，公共露天停車場。
歡樂城入口設置小販售賣攤檔，內部設置頂蓋式用餐區，釣蝦池場地，小型遊戲機中心，並售賣拜祭車公廟專用香燭和還神貢品。歡樂城曾經舉辦卡拉OK歌唱比賽，四驅模型車比賽，日式撈金魚遊戲。
1995年和1996年，是歡樂城營業收入的高峰時期，每天光顧歡樂城的顧客人數絡繹不絕，每年營業平均收入1200萬元。
1997年7月發生亞洲金融風暴，導致香港經濟欠佳，光顧歡樂城的顧客人數不斷減少，歡樂城營業收入每況愈下，只達一般收支平衡。歡樂城為増加營業收入，並推出多項特別優惠措施，如顧客購買機動遊戲門票，獲免費贈送1張機動遊戲門票。顧客光顧歡樂城中式酒樓，消費指定金額，可享有8折扣結帳優惠，並免費贈送羊腩煲，蛇羹或機動遊戲門票。顧客在歡樂城中式酒樓舉行宴會，可免費贈送海鮮菜式。
由於歡樂城，並不是香港國際著名旅遊觀光地，難以吸引外國遊客，前往歡樂城遊覽玩樂。只有毗鄰大圍區居民，沙田區居民前往光顧歡樂城。歡樂城在香港旅遊觀光地位知名度，玩樂遊戲設施，營業收入，全部遜於對手海洋公園。因為九廣鐵路（現港鐵）在大圍站興建馬鞍山鐵路（現屯馬綫），歡樂城在2001年1月22日關閉結業。

## 入場費用

### 青龍水上樂園
- 水上游泳設施入場費用，成人票價5元，小童票價3元。[17]
- 機動遊戲設施，攤位遊戲設施，公共露天停車場，則須按個別收費。

### 歡樂城
- 入場費用全免。
- 露天燒烤場地，中式酒樓，機動遊戲設施，攤位遊戲設施，公共露天停車場，則須按個別收費。

## 所在位置
歡樂城所在位置於港鐵大圍站毗鄰大圍站公共運輸交匯處，THE WAI圍方購物商場，私人住宅柏傲莊（英語：THE PAVILIA FARM）第1期，第3期。

## 取景拍攝
在青龍水上樂園／歡樂城進行取景拍攝的香港電視廣告，電視劇，電影，音樂歌曲影片。

### 電視廣告
- 時興隆：金龜嘜萬里望花生（1988年）[18]
- 玉泉忌廉汽水（1995年）[19]

### 電視劇
- 430穿梭機 430 SPACE SHUTTLE（1987年）《香港TVB電視台：兒童電視節目》[20]
- 小小大丈夫 MAN OF THE HOUSE（1988年）《香港TVB電視台》[21]
- 陰陽對 SPIRITUAL AFFECTION（1991年）《香港TVB電視台》
- 我愛玫瑰園 BE MY GUEST（1991年）《香港TVB電視台》
- 難兄難弟 OLD TIME BUDDY（1997年）《香港TVB電視台》

### 電影
- 殺出香港 CITY WARRIORS（1988年）
- 龍之爭霸 BURNING AMBITION（1989年）[22]
- 獵魔群英 DEVIL HUNTERS（1989年）
- 小小小警察 LITTLE COP（1989年）
- 漫畫奇俠 A TALE FROM THE EAST（1990年）
- 沙灘仔與周師奶 THE ROYAL SCOUNDREL（1991年）
- 捉鬼專門店 GHOST FOR SALE（1991年）
- 偷神家族 THE BIG DEAL（1992年）[23]
- 正牌韋小寶之奉旨溝女 HERO-FROM BEYOND THE BOUNDARY OF TIME（1993年）[24]
- 烈火戰車 FULL THROTTLE（1995年）
- 殺手之王 HITMAN（1998年）

### 音樂歌曲影片
- 劉德華：口琴別戀（1994年）[25]
- 黎明：明日世界更漂亮（1995年）《香港TVB電視台：兒童節電視廣告歌曲》[26][27]
- 陳奕迅：幸福摩天輪（1999年）[28]